# Хуалун
Хуалу́н (кит. упр. 华龙, пиньинь Huálóng) — район городского подчинения городского округа Пуян провинции Хэнань (КНР).

## История
Исторически эти места входили в состав уезда Пуян. В сентябре 1983 года, одновременно с созданием городского округа Пуян, уезд Пуян был расформирован. В феврале 1984 года на базе расформированного уезда Пуян был создан Пригородный район Пуяна (濮阳市郊区). 30 декабря 1985 года постановлением Госсовета КНР был образован Городской район Пуяна (濮阳市市区). 20 апреля 1987 года постановлением Госсовета КНР Пригородный район Пуяна был расформирован, а вместо него был вновь образован уезд Пуян. 25 декабря 2002 года постановлением Госсовета КНР Городской район был переименован в район Хуалун.

## Административное деление
Район делится на 9 уличных комитетов и 2 волости.